# Microsoft Security Essentials
Microsoft Security Essentials （マイクロソフト セキュリティ エッセンシャルズ）はマイクロソフトが開発した無償のアンチウイルスソフトウェアである。コンピュータウイルスやスパイウェア、ルートキット、トロイの木馬といった様々な種類のマルウェアから保護する機能が搭載されている。
2020年1月14日にMicrosoft Windows 7の延長サポート終了に合わせて提供が終了した。Windows XP、Windows Vista、Windows 7（32ビット版と64ビット版）に対応していたが、それぞれのWindowsの延長サポート終了に合わせて、そのOSのサポートは終了した。ただし、Windows XPの定義ファイルの提供は2015年7月14日まで行った。
同社が発売していたセキュリティソフトウェアであるWindows Live OneCareを置き換える製品として登場した。同製品には更新料が必要となるアンチウイルスと、アドウェアとスパイウェアのみを対象とする無償のWindows Defenderがあった。また、企業向けのセキュリティソフトウェアであるMicrosoft Forefrontとは異なり、Microsoft Security Essentialsは一般消費者を対象としている。ただし、Microsoft Windows 8や10では、Microsoft Security EssentialsとWindows Defenderを統合し、Windows Defenderとしてプリインストールされている。

## 開発背景
2008年11月18日、マイクロソフトは消費者向けにコードネームをMorroとする無償のセキュリティソフトウェアを提供する計画を明らかにした。
マイクロソフトが消費者向けのアンチウイルスソフトウェアの戦略を見直し、更新料を必要とするアンチウイルスにバックアップやパーソナルファイアウォールをつけるかわりに、正規のWindowsが導入され、かつ個人利用またはホームオフィスを対象に無償ですべての種類のマルウェアから保護する製品を出すとした。この利用範囲については、利用者の意見と、費用の削減や生産性の改善が強く求められている中小企業でも、2010年10月以降は10台までのコンピュータを対象に利用できるようライセンス条項の改訂がなされた。
スキャンエンジンなど基本的な機能はForefrontと同一であるが、グループポリシーや一元的な管理といった複数台のコンピュータを制御させるための機能はMicrosoft Security Essentialsには搭載されていない。
2009年6月23日、アメリカ合衆国、イスラエル、中華人民共和国、ブラジルに在住する75,000人を対象にベータ版の配布を行った。それと時同じく2009年末前までに20の市場、10の言語でMSEを提供すると発表され、9月29日に正式版の配布が開始された。
最低限必要な動作環境はオペレーティングシステムによって異なり、Windows XPでは500MHzのプロセッサ、256MBのメモリを必要としているが、Windows VistaとWindows 7では1GHzのプロセッサに1GBのメモリが要求される。その他は共通で、800×600以上の画面解像度、140MB以上の空き容量、インターネット接続環境が必要となる。Microsoft Security Essentialsをインストールする際には認証が必要で、海賊版ではなく正規のWindowsを導入している必要がある。
2010年7月19日にMicrosoft Security Essentials 2.0 のベータ版が提供され、2010年12月16日に正式版が公開された。保護エンジンを更新し、Windows Vistaまたは7では侵入検知システム (NIDS) を利用した、ウェブブラウザのInternet Explorer上で悪意ある攻撃を防ぐ機能も搭載されている。またインストール時にファイアウォールを有効にする機能も追加されている。

## 仕様
処理能力が低めな環境でも動作するように、システムリソースの消費を抑えた設計となっている。
既定では圧縮されたファイルは一度解凍を行ってからファイルがスキャンされ、またファイルのダウンロードや電子メールの添付ファイルもスキャンされる設定となっている。また、システムに影響を及ぼすような何かしらの不審な動作を察知した場合、「Dynamic Signature Service」の技術を用いてその情報がマイクロソフトのサーバで確認され、問題があると判断された場合はその動作を拒絶し、新たに不審な動作として認められたものは、ユーザーにサンプル情報の送信を尋ね、それが許可された場合はそのサンプルコードをハッシュ化してマイクロソフトへ報告する仕組みである。
定義情報の更新は一日あたり3回、Microsoft Updateを通じて行われる。また、セキュリティポータルから手動でアップデートをダウンロードすることもできる。
なお、Microsoft Security Essentialsはファイルへのアクセス監視が主であり、万能ではない。メモリの使用方法に関する監視を行うためには、技術的な知識が必要となるが、別途Enhanced Mitigation Experience Toolkitを併用すべきである。実際、Enhanced Mitigation Experience Toolkitを併用することで、修正が提供されていないセキュリティリスクを回避できた事例が存在する。

## 評判

### 業界内の反応
シマンテック、トレンドマイクロ、マカフィー、カスペルスキー・ラボのアンチウイルスベンダーはMicrosoft Security Essentialsに対して批判的な意見であるが、無償のアンチウイルスソフトを提供するAVG Technologiesは「悪意のあるハッカーに対する防御対策を無償で提供するのはわが社の理念に合うもの」と好意的な意見を寄せている。

### ウィルス対策ソフトの評価
パブリックベータ版ではいくつかのレビューでよい評価が与えられ、リソースの消費が少ないこと、簡素なユーザインタフェース、価格の面で評価されている。ワシントンポスト紙で掲載されたブライアン・クレブズによるレビューでは、Windows 7のマシン上でテスト中にメモリを4MBしか使わなかったこと、クイックスキャンが10分程度、完全スキャンが45分程度で終わったと報告している。
アンチウイルスの性能検査機関であるAV-Test.orgによる、2009年10月頃に発表された性能評価テストではウイルス、ボットネット、トロイの木馬、バックドア、インターネットワームで構成される54.5万件のサンプルマルウェアの検出力は98%で、1.42万件のアドウェアとスパイウェアの検出力は90.5%と報告されている。ただし、これはシグネチャのみで検査を行ったものであるため、悪意のある動作をするマルウェアは検出されていない。